# Povera gente
Povera gente (in russo Бедные люди?, Bednye Ljudi) è il primo romanzo di Fëdor Dostoevskij, che riuscì a scrivere in nove mesi. Fu pubblicato per la prima volta nel 1846, e fu subito acclamato dal critico letterario Vissarion Grigor'evič Belinskij, che definì l'autore come il nuovo Gogol'. Infatti questo romanzo è in parte ispirato al racconto di Gogol' Il cappotto, di cui il protagonista maschile è un copista. Proprio come il racconto di Gogol', Povera gente dà un resoconto delle vite dei russi di umili condizioni nella metà del XIX secolo. Dostoevskij, dopo aver ascoltato i critici della prima edizione, modificò tre volte l'opera per finalizzarla: nel 1847, nel 1860 e nel 1865.
L'opera venne pubblicata il 21 Gennaio 1846 nella Collezione di Pietroburgo di Nikolai Nekrasov diventando un'opera amata in tutto il mondo.

## Trama
Il romanzo è composto da cinquantaquattro lettere che Makar Devuškin e Varvara Dobroselova si scambiano. All'inizio di aprile Makar, in una lettera a Varvara, la avverte del suo trasferimento in una nuova stanza di fronte all'appartamento di Varenka. Nonostante la povertà e lo stato di salute traballante di Devuškin, egli manda continuamente regali alla sua amata, che a sua volta lo ammonisce in continuazione per il modo scellerato in cui spende i suoi pochi averi.
All'inizio di giugno, Varenka invia insieme alla lettera quotidiana, anche il suo diario con note sul suo passato dove racconta della vita da ragazza di provincia, il trasferimento forzato a San Pietroburgo, i suoi studi in un collegio, la morte di suo padre e la vita con Anna Fyodorovna. Dopo la morte del padre, i creditori portarono via la sua casa, lasciando Varenka e la madre senza un soldo. A questo punto vanno a vivere con Anna Fyodorovna, una padrona di casa crudele a cui fa apparente pena la loro situazione. Varenka è istruita da un povero studente di nome Pokrovsky di cui si innamorerà, il cui padre ubriaco gli fa visita occasionalmente. Per fargli una sorpresa di compleanno, lotta per risparmiare una misera somma di denaro per acquistare le opere complete di Puškin al mercato. Grazie all'aiuto inaspettato del padre di lui, Varenka riesce a regalargli la raccolta dei libri tanto desiderati. Tuttavia Pokrovsky si ammala subito dopo e il suo ultimo desiderio è vedere il sole e il mondo esterno ma aprendo le persiane, scoprono che il cielo è nuvoloso. In risposta Pokrovsky si limita solo a scuotere la testa e infine muore. Dopo poco tempo anche la madre muore e Varenka rimane da sola con Anna Fyodorovna da cui scappa per vivere con Fedora dall'altra parte della strada.
Invece Makar Devuškin lavora come umile copista, spesso sminuito e preso di mira dai suoi colleghi. I suoi vestiti sono logori e sporchi, le sue condizioni di vita sono forse peggiori di quelle di Varenka. I due si scambiano lettere (e visite occasionali mai dettagliate), e alla fine iniziano anche a scambiarsi libri. Makar tuttavia si offende quando lei gli manda una copia de Il Cappotto, perché scopre che il personaggio principale, Akakij Bašmačkin, vive una vita miserabile simile alla sua.
Varenka pensa di diventare una governante e trasferirsi in una città più economica, tuttavia Makar riesce a dissuaderla. Devuškin, senza soldi e al punto di essere sfrattato, inaspettatamente ha un colpo di fortuna: il suo capo ha pietà di lui e gli dà 100 rubli per rialzarsi dalla sua miseria. A questo modo Devuškin riesce finalmente a pagare i suoi debiti, rimanendo ancora in positivo, dopodiché invia 45 rubli anche a Varenka per aiutarla ma quest'ultima glieli restituisce tenendone 20 per bisogni estremi. Il futuro sembra luminoso per entrambi perché ora Makar può iniziare a risparmiare denaro e potrebbe essere possibile per loro andare a vivere insieme. Tuttavia Varenka annuncia che un uomo ricco, il signor Bykov che aveva rapporti con Anna Fyodorovna e il padre di Pokrovsky, le ha proposto di sposarlo. Decide di partire con lui anche se non lo ama, sperando però che le cose possano cambiare un giorno.
Makar cerca di dissuaderla senza risultati, il 30 settembre Varenka parte. Nell'ultima corrispondenza della storia, il 29 settembre, Devuškin implora Varenka di scrivergli ma quest'ultima gli risponde dicendo che "tutto è finito", ma di non dimenticarla. L'ultima lettera senza risposta è di Makar che le dichiara alla fine di amarla.

## Opere derivate
- Povera gente da Dostoevskij. Riduzione teatrale in un Atto, rappresentato nel 1976 al Teatro Politecnico di Roma; testo a cura di Liù Bosisio e Giuseppe Venetucci edito da Morlacchi Editore nel 2021.[1]

## Edizioni italiane
- Povera gente, Milano, Fratelli Treves, 1891.
- Povera gente. Romanzo, traduzione e introduzione di Federigo Verdinois, Lanciano, G. Carabba, 1917.
- Povera gente. Romanzo, traduzione di Gustavo A. Marolla, Milano, Bietti, 1928.
- Povera gente. Romanzo, tradotto dal russo da A. Potkin e Italo Vitaliano, Milano, Sonzogno, 1930.
- Povera gente. Racconti, versione integrale dal russo con note di Carol Straneo, Torino, Slavia, 1931.
- Povera gente. Romanzo, traduzione di G. Settembrini, Milano, Minerva, 1934.
- Povera gente. Romanzo, traduzione di U. Bassi, Milano, Mundus, 1937.
- Povera gente, traduzione a cura di Valentina Preobrajenski, Roma, Migliaresi, 1945.
- La povera gente, traduzione di Enzo Gemignani, Firenze, G. Nerbini, 1949.
- Povera gente, traduzione di Ebe Perego, Milano, Rizzoli, 1956.
- Povera gente, versione dal russo di Vittoria De Gavardo Carafa, Bari, Edizioni Paoline,1962.
- Povera gente, traduzione di Carol Caracciolo, prefazione di Ignazio Ambrogio, Roma, Editori Riuniti, 1965.
- Povera gente, traduzione di Alessio Melitretto, Milano, Bompiani, 1977.
- Povera gente, traduzione di Assia Nobiloni, a cura di Fausto Malcovati, Firenze, Sansoni, 1987.
- Povera gente, a cura di Serena Prina, Milano, Feltrinelli, 2016.